# برهما (نژاد مرغ)

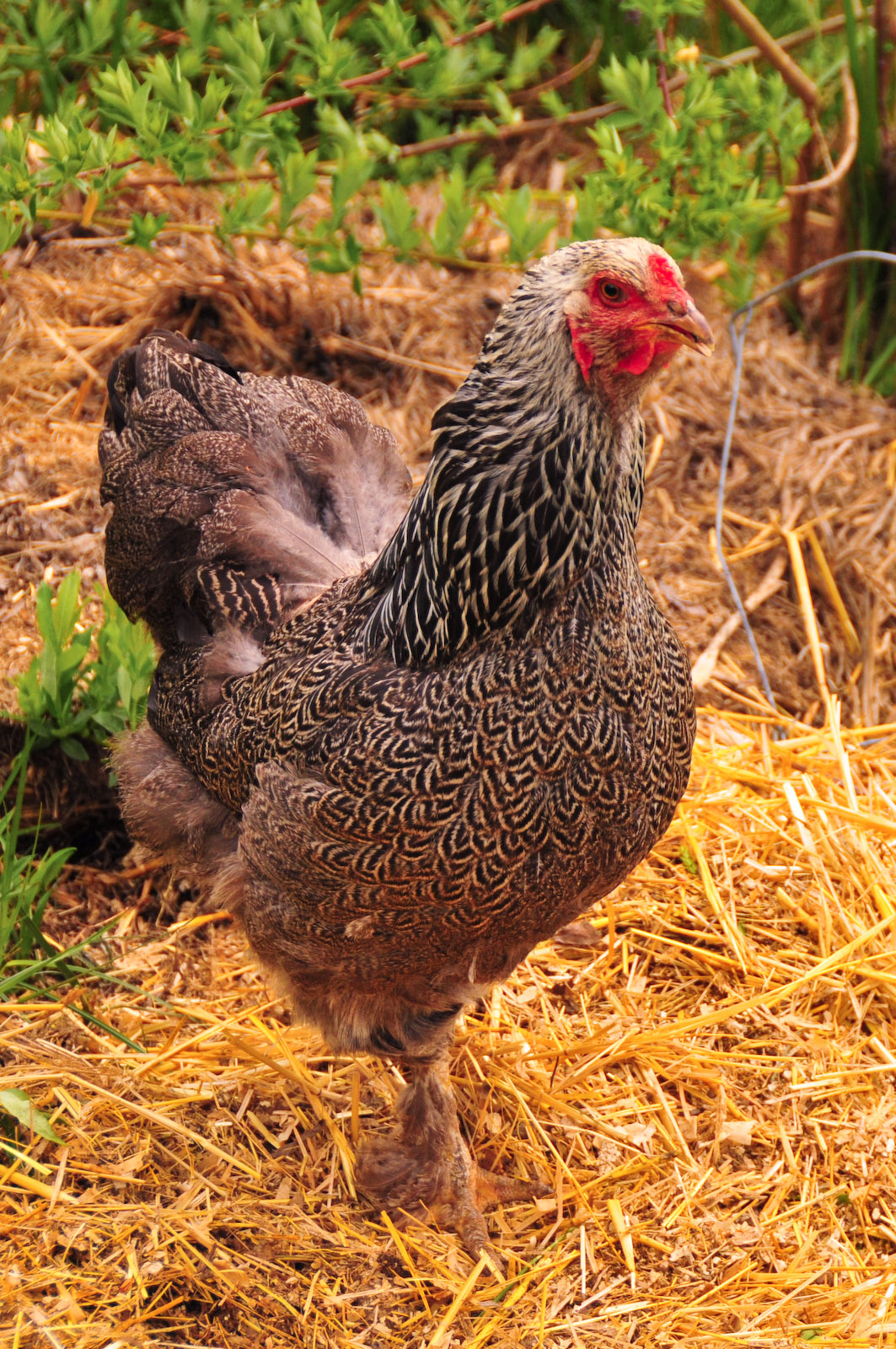
برهمای تیره

برهما (به انگلیسی:brahma)  یک نژادمرغ آسیایی است که زادگاه آن منطقهٔ برهما پوترا در هند می‌باشد؛ جایی که آن را بنام چیتاگونگ خاکساری می‌شناسند. این نژاد تفاوت اساسی با نژاد امپراطور دارد که آن را با این نژاد اشتباه می گیرند؛نژاد امپراطور که یکی زیر مجموعه های برهماست که اصطلاحا به آن (امپراطور طلایی) یا همان برهما طلایی می گویند.که جسته کوچکتری نسبت به برهما دارند.

## پیشینه
پیشینهٔ این مرغ مشخص نیست، اما اعتقاد بر این است که این پرنده رابطهٔ نزدیکی با مرغ جنگلی و کوشین دارد. اولین برهماها در سال ۱۸۱۶ از چین به ایالات متحده آمریکا برده شدند و در آنجا بعلت گوشت خوب آن و قدرت بالای این پرنده در تخمگذاری و تحملش، حتی در فصول سرد، به عنوان یک پرندهٔ چند منظوره نگاهداری می‌شد. با این وجود، امروزه این پرنده را تنها برای مقاصد تزیینی پرورش می‌دهند و سلکسیون آن که در گذشته برای اهداف اقتصادی بود، به سلکسیون برای زیباتر کردن این نژاد انجام می‌گیرد.

## مشخصات وزن استاندارد برای خروسها ۶ کیلو و برای مرغها ۴ کیلوگرم محسوب می‌شود و قد آن‌ها بین ۷۷ تا ۸۳ سانتی متر است.و نژاد امپراطور برای خروس ها ۲ الی ۴  و برای مرغ ها بین ۲ الی ۳ کیلوگرم است و قد آن‌ها بین ۵۵ الی ۶۸ سانتی متر است. برهما پرنده‌ای ساکت، آرام و خوشرفتار است که به حیوان خانگی و نمایشی خوبی بدل می‌شود. خروسها آرام بوده و در برابر انسان تهاجمی نیستند. این پرندگان عصبی و زودرنج نبوده و همین مسئله آن‌ها را به یک گزینهٔ ایده‌آل برای خانواده‌هایی که به دنبال پرنده‌ای خانگی برای بچه‌های خود هستند، تبدیل می‌کند.

### تصاویر

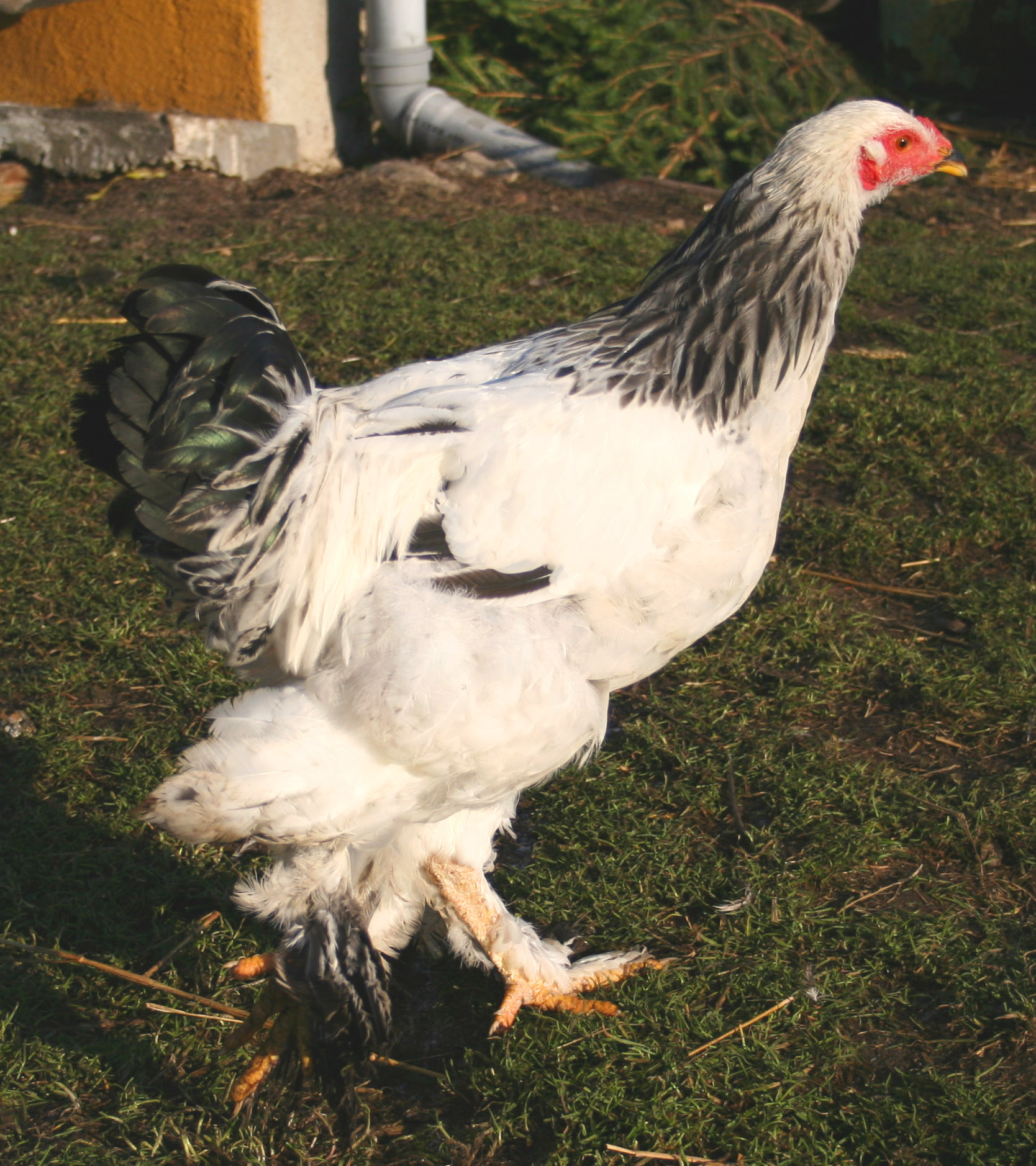
برهمای روشن
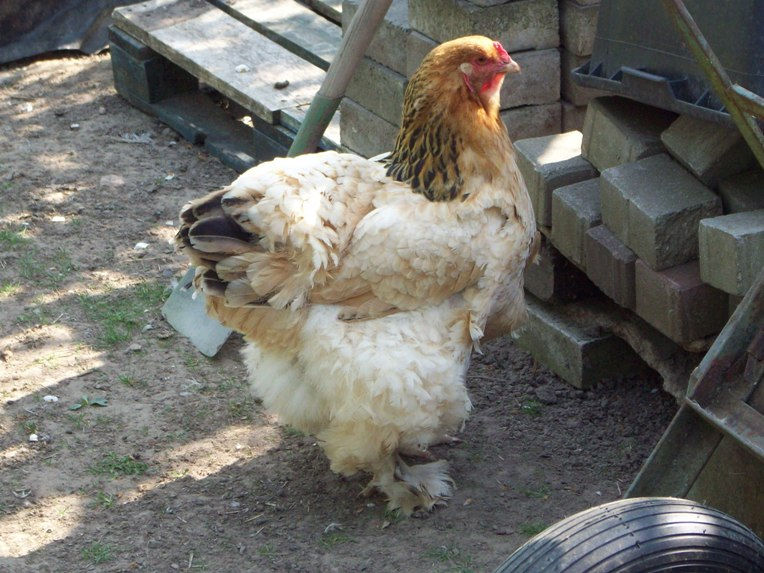
برهمای زرد
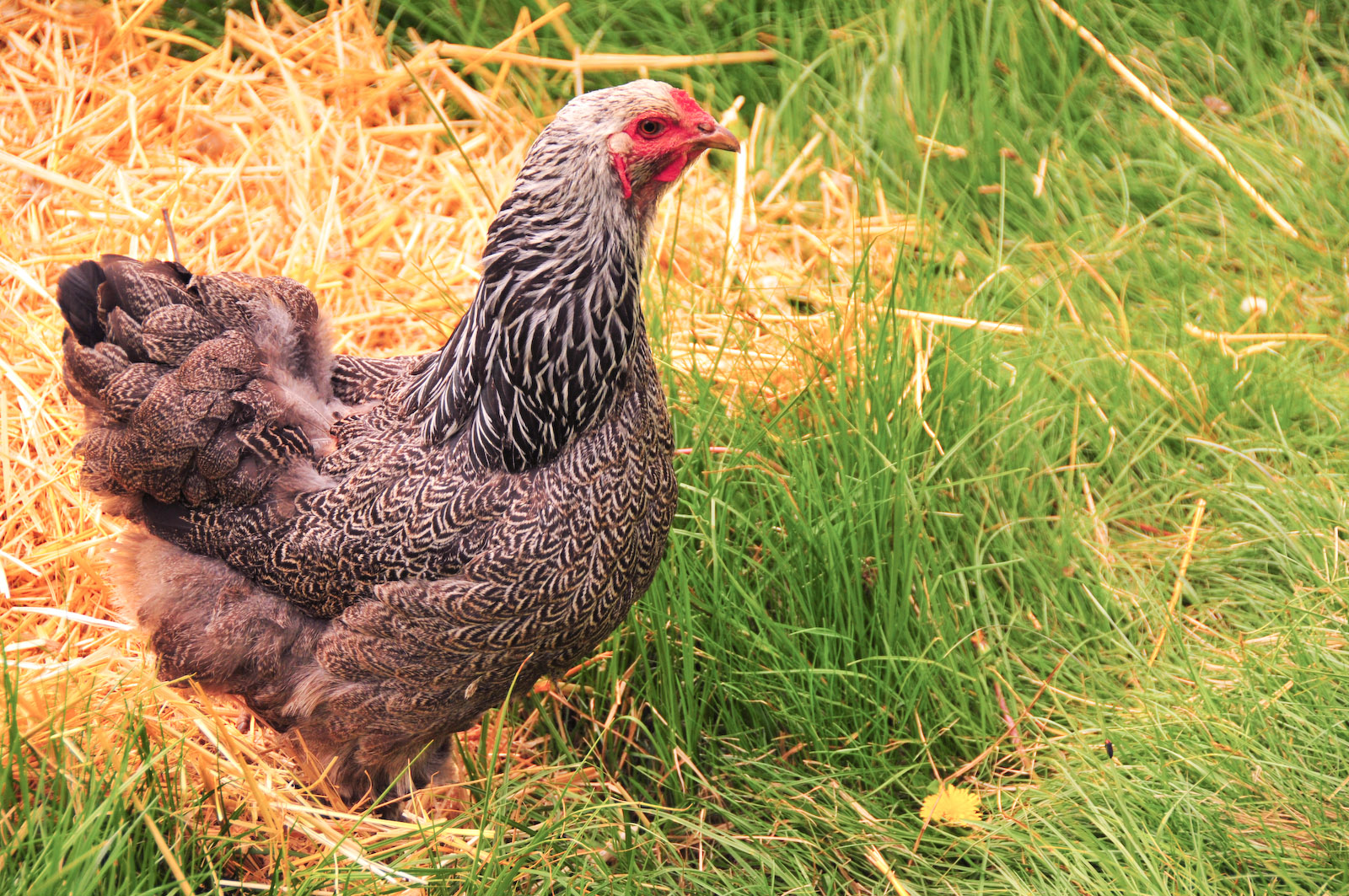
برهمای تیره
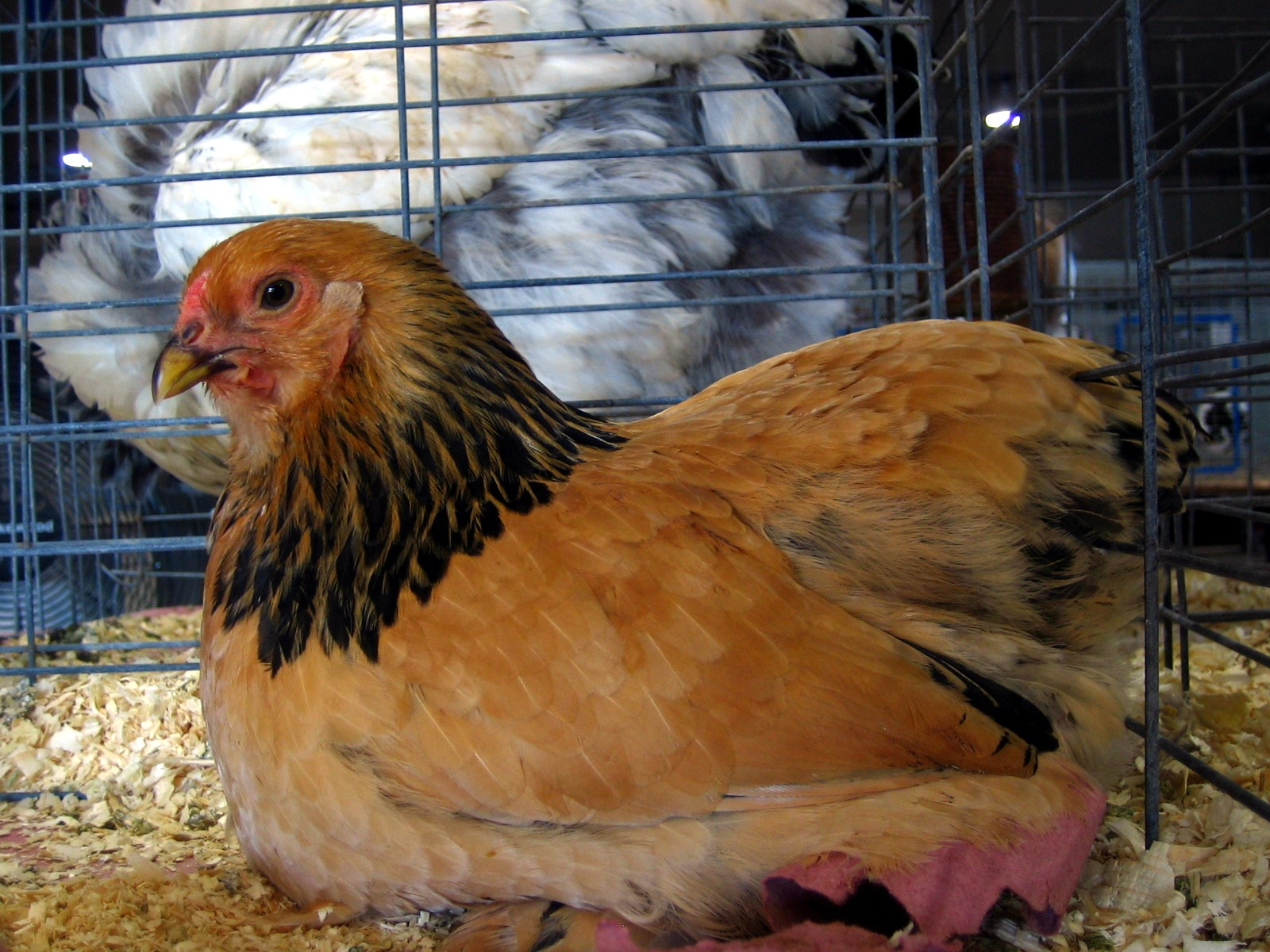
برهمای زرد بانتام